# تیرزه (شهر باستانی)
تیرزه (به لاتین: Tirzah) یک شهرک و محوطه باستانی در اسرائیل است که در فرمانداری نابلوس واقع شده‌است.